# Mae Whitman
Mae Margaret Whitman (sinh ngày 9 tháng 6 năm 1988) là một nữ diễn viên và ca sĩ người Mỹ. Sau khi ra mắt bộ phim của mình trong bộ phim When a Man Loves a Woman (1994), cô có những vai phụ trong các bộ phim như One Fine Day (1996), Independence Day (1996) và Hope Floats (1998). Sau đó, Whitman chuyển sang truyền hình, với vai diễn đáng chú ý nhất của cô bao gồm Ann Veal trong bộ phim sitcom của Fox, Arrested Development (2004–2013) và Amber Holt trong bộ phim NBC Parenthood (2010–2015). Cô cũng đóng vai phụ trong các bộ phim Scott Pilgrim vs. the World (2010) và The Perks of Being a Wallflower (2012). Whitman xuất hiện lần đầu trong bộ phim đầu tay của cô trong The DUFF (2015). Cô hiện đang đóng vai Annie Marks trong Good Girls (2018–) trên NBC.